# Municipio de Guilford (Pensilvania)
El municipio de Guilford (en inglés: Guilford Township) es un municipio ubicado en el condado de Franklin en el estado estadounidense de Pensilvania. En el año 2000 tenía una población de 13.100 habitantes y una densidad poblacional de 96.2 personas por km².

## Geografía
El municipio de Guilford se encuentra ubicado en las coordenadas 39°54′00″N 77°37′59″O / 39.90000, -77.63306.

## Demografía
Según la Oficina del Censo en 2000 los ingresos medios por hogar en la localidad eran de $46,076 los ingresos medios por familia eran de $51,340. Los hombres tenían unos ingresos medios de $36,305 frente a los $25,471 para las mujeres. La renta per cápita de la localidad era de $20,258. Alrededor del 5,4% de la población estaba por debajo del umbral de pobreza.